# Agaricodochium
Agaricodochium är ett släkte av svampar. Agaricodochium ingår i divisionen sporsäcksvampar och riket svampar.